# Adolfo Bioy Domecq
Adolfo Bioy Domecq (Pardo, Provincia de Buenos Aires; 27 de julio de 1882 - Buenos Aires; 26 de agosto de 1962) fue un abogado y político argentino que ejerció varios cargos públicos, entre ellos el de ministro de Relaciones Exteriores y Culto durante la dictadura surgida del golpe de Estado de 1930.

## Biografía
Era nieto de un inmigrante francés llegado a la Argentina en 1835 e hijo del comandante militar de Las Flores (Buenos Aires). Se doctoró en jurisprudencia en Buenos Aires en 1909, con una tesis sobre Organización del crédito agrícola en la agricultura y en la legislación argentina. Continuó sus estudios en Berlín, Leipzig, Múnich y La Sorbona. En 1912 fundó y presidió el Instituto de la Universidad de París en Buenos Aires.
Fue Jefe de Gabinete del Ministerio de Relaciones Exteriores y Culto entre 1911 y 1913. Apoyó el golpe de Estado de 1930 y fue nombrado subsecretario de Relaciones Exteriores entre 1930 y 1931. El 16 de abril de 1931 fue nombrado Ministro de Relaciones Exteriores y Culto. A principios de 1932 fue también ministro interino de Justicia e Instrucción Pública.
Durante la presidencia de Agustín Pedro Justo fue representante de la provincia de Buenos Aires ante la Corte Suprema de Justicia de la Nación, y luego presidente del Colegio de Abogados de la Ciudad de Buenos Aires y de la Academia de Ciencias Morales y Políticas de la Argentina. Fue presidente de la Sociedad Rural Argentina entre 1939 y 1942, y vicepresidente de la Flota Mercante del Estado entre 1941 y 1943. Volvió a presidir el Colegio de Abogados entre 1948 y 1950.
Apoyó el golpe de Estado de 1955 y fue embajador de la dictadura argentina ante la Asamblea General de las Naciones Unidas.
Falleció en Buenos Aires en 1962; era el padre del escritor Adolfo Bioy Casares.